# Glaucostola underwoodi
Glaucostola underwoodi là một loài bướm đêm thuộc phân họ Arctiinae, họ Erebidae.